# Looxmagracht
De Looxmagracht is een van de stadsgrachten van de stad Sneek en tevens de naam van de naast gelegen straat. Een deel van gracht staat op de rijksmonumentenlijst.
De kade van de gracht staat op de lijst van monumenten vanwege haar bijzondere bouwstijl en haar harmonie met de omgeving. De gele bakstenen waaruit de kademuur is opgebouwd worden bijeengehouden door ingemetselde ijzeren profielen. Een dergelijke muur heet een trogmuur en is uniek in zijn soort. De gracht vormt de grens tussen de binnenstad en de wijk Noordoosthoek. Aan de straat naast de kade ligt de Baanderstempel.
In 2020-2021 is de kademuur gerestaureerd omdat het risico bestond dat deze zou verzakken.

## Foto's

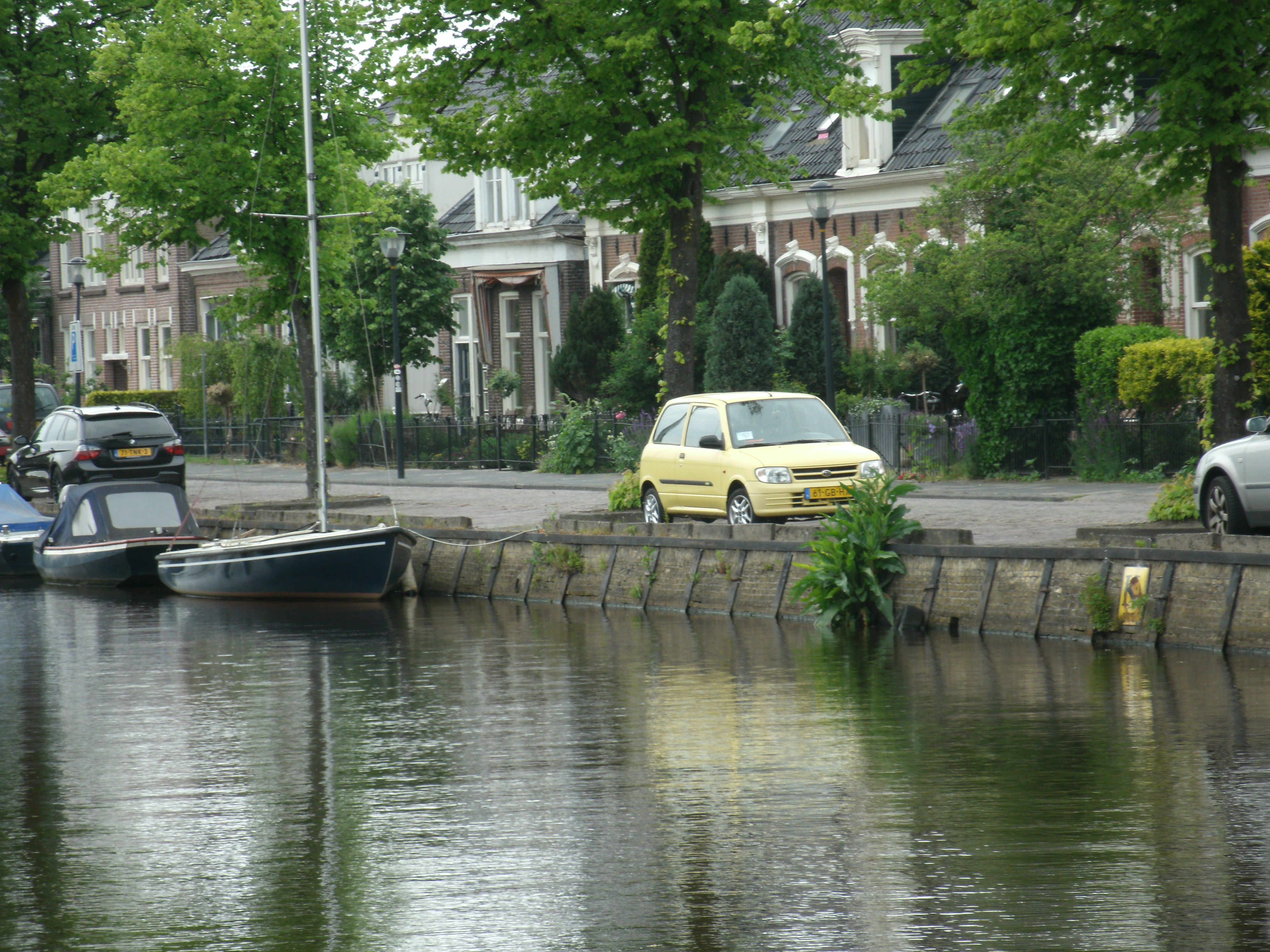
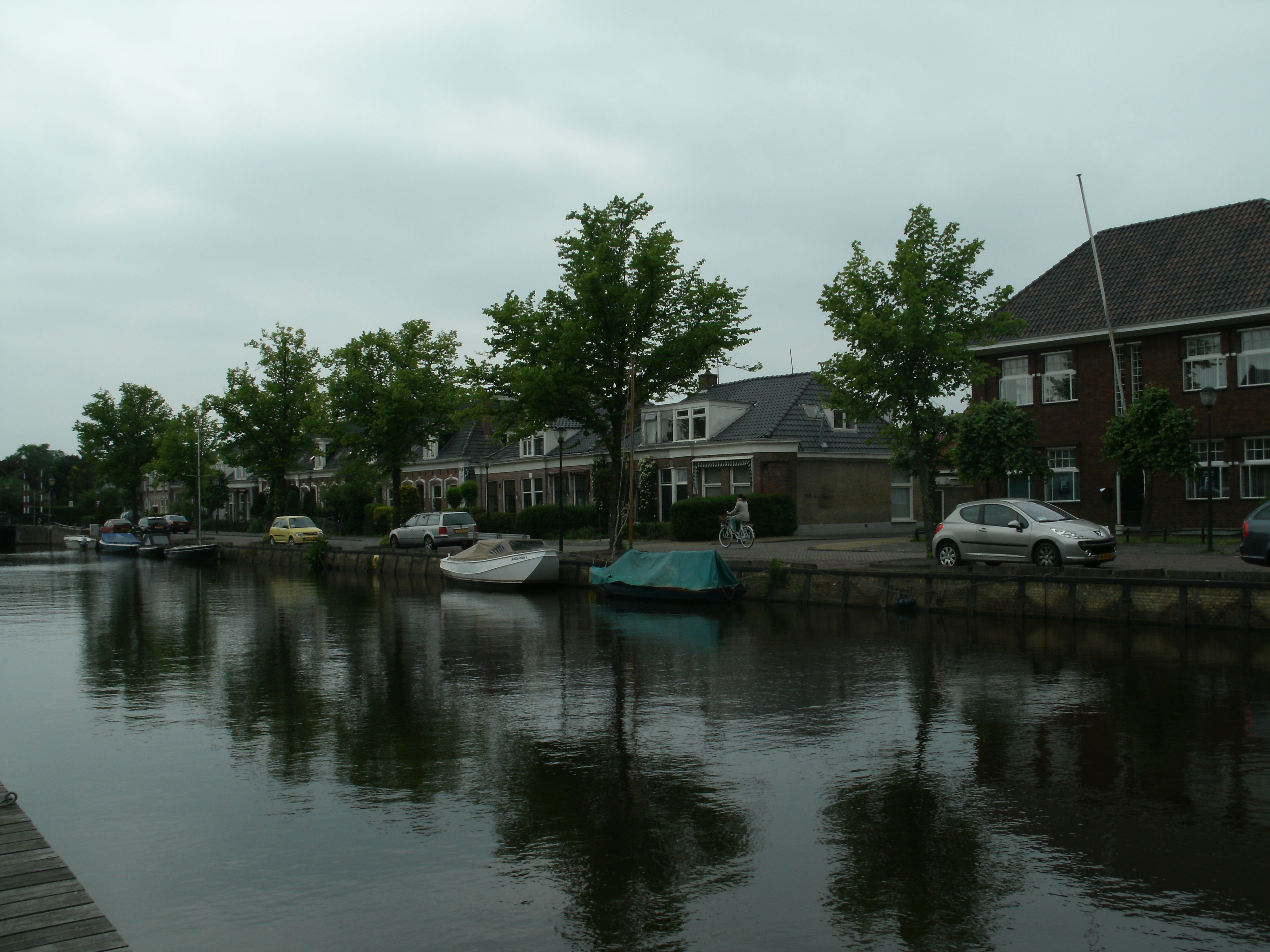